# Nodi lymphoidei interpectorales

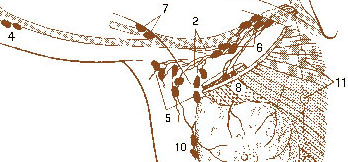
Nr. 8 = Nll. interpectorales

Die Nodi lymphoidei interpectorales sind eine Gruppe von Lymphknoten, die zwischen den beiden Brustmuskeln (Musculus pectoralis major und Musculus pectoralis minor) liegen. Ihr Einzugsgebiet ist die vordere Brustwand, bei Frauen einschließlich der Brüste.